# Pilot (Smash)
Pilot je pilotní epizoda amerického televizního seriálu Smash, který měl premiéru ve Spojených státech na americkém televizním kanálu NBC 6. února 2012. Scénář epizody napsala autorka seriálu Theresa Rebeck a režíroval ji Michael Mayer. Seriál je zaměřen na okruh postav, které se setkají při práci na broadwayském muzikálu založeném na životě Marilyn Monroe. Epizoda obsahuje originální i cover verze písní, které napsali skladatelé seriálu Marc Shaiman a Scott Wittman.
V této epizodě světově je proslulá skladatelská dvojice Julia Houston (Debra Messing) a Tom Levitt (Christian Borle) inspirována, aby vytvořili nový muzikál na Broadwayi o životě Marilyn Monroe. Okamžitě získají pozornost houževnaté muzikálové producentky Eileen Rand (Anjelica Huston) a brilantního, leč temperamentního režiséra Dereka Willse (Jack Davenport) a společně vytvoří tvůrčí tým muzikálu. Hledají představitelku hlavní postavy a mají hned dvě vhodné kandidátky, ostřílenou muzikálovou herečku, která zatím hrála jenom ve sboru, Ivy Lynn (Megan Hilty) a servírku s Iowy, Karen Cartwright (Katharine McPhee), která je sice na divadelních prknech nováčkem, ale všechny uchvátí a usiluje, aby se její sen stal realitou.
Seriál ještě před svým vysíláním získal mnoho propagace a některé reklamy na něj byly umístěny do komerčních představek při Super Bowlu, který se vysílal na NBC. Epizoda byla také dříve dostupná online, než se poprvé objevila ve vysílání. Epizodu v den vysílání sledovalo 11,44 milionů amerických diváků. Epizoda získala pozitivní reakce od kritiků a byla jmenována jedním z nejlepších pilotů v televizním období 2011-2012.

## Děj epizody
Skladatelské duo Julia Houston (Debra Messing) a Tom Levitt (Christian Borle) získají inspiraci na nový muzikál na Broadwayi poté, co Tomův osobní asistent Ellis Tancharoen (Jaime Cepero) vyjádří svou lásku k Marilyn Monroe. Julia a Tom se rozhodnou natočit demo snímek s broadwayskou ostřílenou herečkou Ivy Lynn (Megan Hilty). Ellis to ovšem tajně natočí a pošle své matce, která video zveřejní na internet. Julia a Tom se kvůli tomu rozzlobí a začnou se bát, že divadelní kritik Michael Riedel skladbu zkritizuje. Rozhodnou se Ellise vyhodit, ovšem se dozví, že se Riedelovi píseň líbila a schvalují myšlenku muzikálu o Marylin Monroe. Opět zaměstnají Ellise a brzy získají zájem od producentky Eileen Rand (Anjelica Huston), která do muzikálu přizve známého režiséra Dereka Willse (Jack Davenport), který má ovšem napjatý vztah s Tomem. Derek vyžaduje konkurz na hlavní roli, zatímco Tom chce, aby Ivy hrála hlavní roli Marylin. Mezitím se servírka Karen Cartwright (Katharine McPhee), která pochází z malého města z Iowy, rozhodne splnit její divadelní sny a když slyší demo k muzikálu, rozhodne se zúčastnit se konkurzu. Karen na tvůrcích zanechá dobrý dojem a Karen a Ivy si tvůrci zavolají zpět do užšího výběru na hlavní roli. Později Derek zavolá Karen, aby se s ním sešla u něho doma.
Ve svém domě po ni Derek žádá, aby mu ukázala “vše co má“, což Karen a rozhodnout se co chce. Když se vrátí, je oblečena pouze v Derekově košili a zpívá verzi písně "Happy Birthday" od Marylin Monroe. Téměř se políbí, ale Karen ho nakonec zatlačí zpět a řekne mu, že se tohle „nikdy nestane“. Další den jsou Ivy a Karen zavolány zpět a zpívají píseň "Let Me Be Your Star", která uzavírá epizodu.

## Seznam písní
- "Over the Rainbow"
- "Never Give All the Heart"
- "The National Pastime"
- "I Wanna Be Loved By You"
- "Beautiful"
- "Happy Birthday, Mr. President"
- "Let Me Be Your Star"

## Koncepce a scénář
Vznik seriálu začal v roce 2009 na televizní stanici Showtime, kde tehdejší vedoucí zábavního oddělení Robert Greenblatt a Steven Spielberg, na návrh Spielberga, který na konceptu pro seriál pracoval již předchozí roky. Původní návrh byl, že v každé sérii bude popsán vznik jiného muzikálu a když nějaký z nich bude „hoden jeviště, tak by z něj Spielberg mohl udělat opravdový broadwayský muzikál. Seriál byl nejvíce inspirován pořady Západní křídlo a Upstairs, Downstairs. Spielberg najal Theresu Rebeck k vytvoření seriálu, poté co viděl její hru s názvem The Understudy (česky Náhradnice) a získal na ni doporučení od výkonných producentů seriálu Craiga Zadana a Neila Merona. Ještě před tím, než seriál mohl být produkován byl Greenblatt jmenován vedoucím zábavy na NBC a s přestupem na NBC si vzal seriál s sebou. NBC si v lednu 2011 objednala seriál na televizní sezónu 2011-12. Výroba pilotního dílu údajně stála 7,5 milionů dolarů. 11. května 2011 byla první série odsouhlasena na 15 epizod.
Pilotní epizodu napsala autorka seriálu Theresa Rebeck. K seriálu se přidala již v té době, když se měl ještě vysílat na televizní stanici Showtime. Kvůli změně televizní stanice bylo 20 minut natočeného materiálu z pilotu vystřiženo a umístěno do následujících epizod kvůli časové omezenosti. Také jazyk a jednoznačnost seriálu byla zmírněna. Když vymýšlela postavy, rozhodla se některým dát dvě práce v muzikálu, například Derek Wills je režisérem a zároveň i choreografem muzikálu. To bylo provedeno s cílem „zabránit tomu, aby se stále rozvíjel tvůrčí tým muzikálu“, ve snaze získat seriálu větší publikum. Přes toto, ale také řekla, že nebyla jinak nucena, aby byl seriál dále mainstreamový a byl veden hlavním proudem.

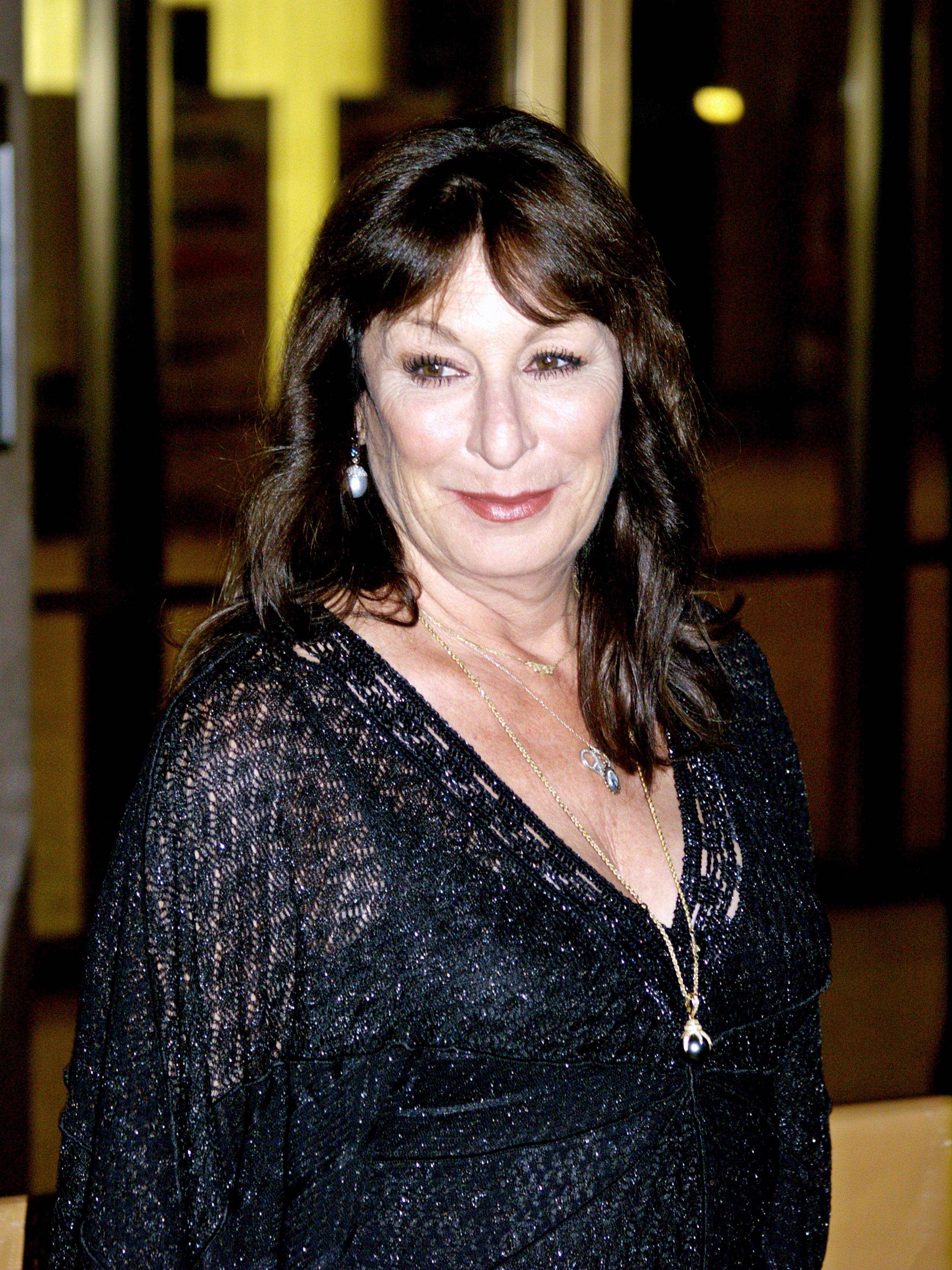
Smash znamená pro Anjelicu Huston první pravidelnou televizní roli.

## Casting
První osobou, která byla do seriálu obsazena, se stala Debra Messing, jejíž postava se stala jednou z hlavních, podle serveru Deadline.com. Smash představuje první pravidelnou televizní roli pro Anjelicu Huston, která se většinou objevuje jen ve filmech. V rozhovoru pro The Huffington Post řekla, že scénář, obsazení a producenti seriálu byli důvodem, proč se připojila k seriálu a řekla, že „by byla blázen, kdyby tuto roli odmítla“.

## Hudba
Epizoda obsahuje originální písně i cover verze písní, které zpívají přímo seriálové postavy. Původní písně pro seriál napsali Marc Shaiman a Scott Wittman. Výkonní producenti Zadan a Meron okamžitě navrhli tyto dva skladatele, jakmile sami podepsali smlouvy k seriálu. Pilotní epizoda obsahuje tři původní písně, napsané přímo pro seriál ("Never Give All the Heart", "The National Pastime" a "Let Me Be Your Star") a cover verzi písně „Beautiful“ od Christiny Aguilery, která byla později využívaná na propagaci seriálu na iTunes. Z této epizody pochází tři singly "Beautiful", který zpívala Katharine McPhee, "The National Pastime" který zpívala Megan Hilty a "Let Me Be Your Star", zpívaný McPhee a Hilty.